# Louis-François Colbert
Louis-François-Henry Colbert de Croissy, hrabia de Croissy (ur. 15 lutego 1677, zm. 24 sierpnia 1747) – francuski dyplomata.
Był synem dyplomaty Charlsa Colberta de Croissy, bratankiem wielkiego Jean-Baptista Colberta, bratem Jean-Baptisty Colberta de Torcy. W grudniu 1691 otrzymał stopień porucznika w królewskim regimencie muszkieterów Ludwika XIV. W 1710 był generałem-porucznikiem.
Louis-François-Henry był w latach 1714–1716 posłem nadzwyczajnym Francji przy królu Szwecji Karolu XII.